# Csihar Attila
Csihar Attila (1971. március 29. –) magyar black metal énekes.

## Életpályája
Zenei pályafutását a híres/hírhedt magyar Tormentor zenekarban kezdte, mely nemzetközi viszonylatban is nagy tiszteletnek örvend, 2017-ben pedig újjáalakult. Ő énekelte fel a Mayhem 1994-ben megjelent De Mysteriis Dom Sathanas című albumát, ez mára már a black metal stílus egyik alapvetése. 2004-ben újra csatlakozott a Mayhemhez, s azóta több újabb lemezt készítettek együtt.
A kilencvenes évek vége óta temérdek zenekarban fordult meg tagként, vagy vendégszereplőként lemezeken és koncerteken, ezek közül érdemes lehet megemlíteni az Emperort, a Sear Blisst, és a Limbonic Artot.
Jelenlegi fontosabb zenekarai (a Tormentor és a Mayhem mellett) a Sunn O))), a Gravetemple, és egyszemélyes projektje, a Void ov Voices, ahol hangszerek nélkül, a saját hangját effektezve hoz létre elvont, meditatív hangképeket.
2020-ban saját CBD-olajat kezdett forgalmazni, és kiadóján (Saturnus Productions) keresztül sok, eddig kiadatlan felvétel (Plasma Pool, Void ov Voices stb.) megjelentetését is tervezi.

## Válogatott diszkográfia

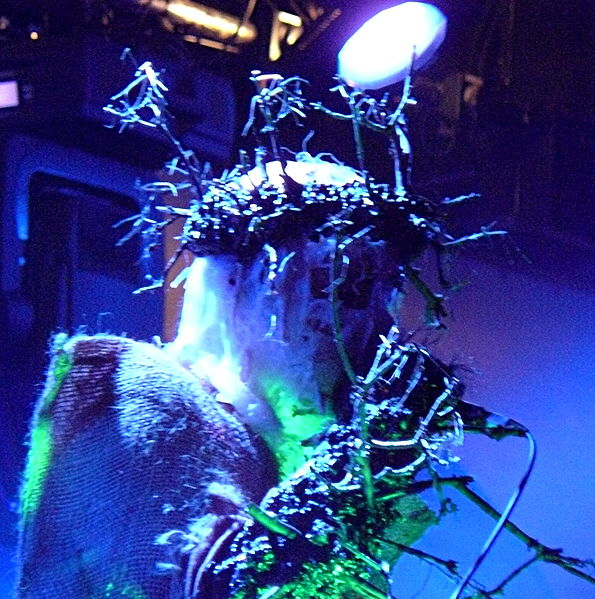
AZ ATP fesztiválon 2007 decemberében

### Tagként

#### Tormentor
- The 7th Day of the Doom (demo, 1987)
- Anno Domini (1989)
- Anno Daemoni (DVD, 2019)

#### Mayhem
- Ordo ad Chao (2007)
- Esoteric Warfare (2014)
- De Mysteriis Dom Sathanas Alive (koncertlemez, 2016)
- Daemon (2019)

#### Egyéb
- Plasma Pool – I - Plasma Pool (1993)
- The Beast of Attila Csihar (válogatás, 2003)
- Korog - korog (2004)
- Sinsaenum – Echoes of the Tortured (2016)
- Sinsaenum – Repulsion for Humanity (2018)

### Vendégként
- Mayhem – De Mysteriis Dom Sathanas (1994)
- Mayhem – Mediolanum Capta Est (Live album) (1999)
- Limbonic Art – The Ultimate Death Worship (2002)
- Emperor – Scattered Ashes: A Decade of Emperial Wrath (2003)
- Sear Bliss – Glory and Perdition (2004)
- Sunn O))) – Oracle (2007)
- Sunn O))) – Monoliths & Dimensions (2009)
- Sunn O))) – Kannon (2015)